# بلوط ترک
بلوط ترک یا بلوط اتریشی (نام علمی: Quercus cerris) نام یک گونه از سرده بلوط است.

## نگارخانه

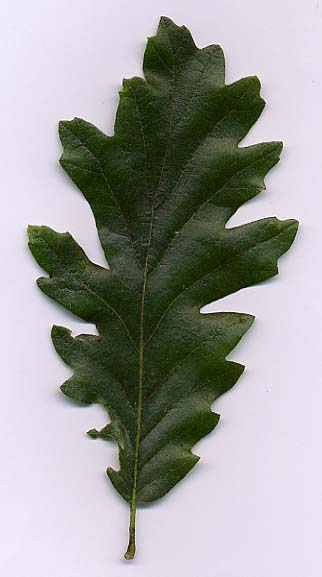
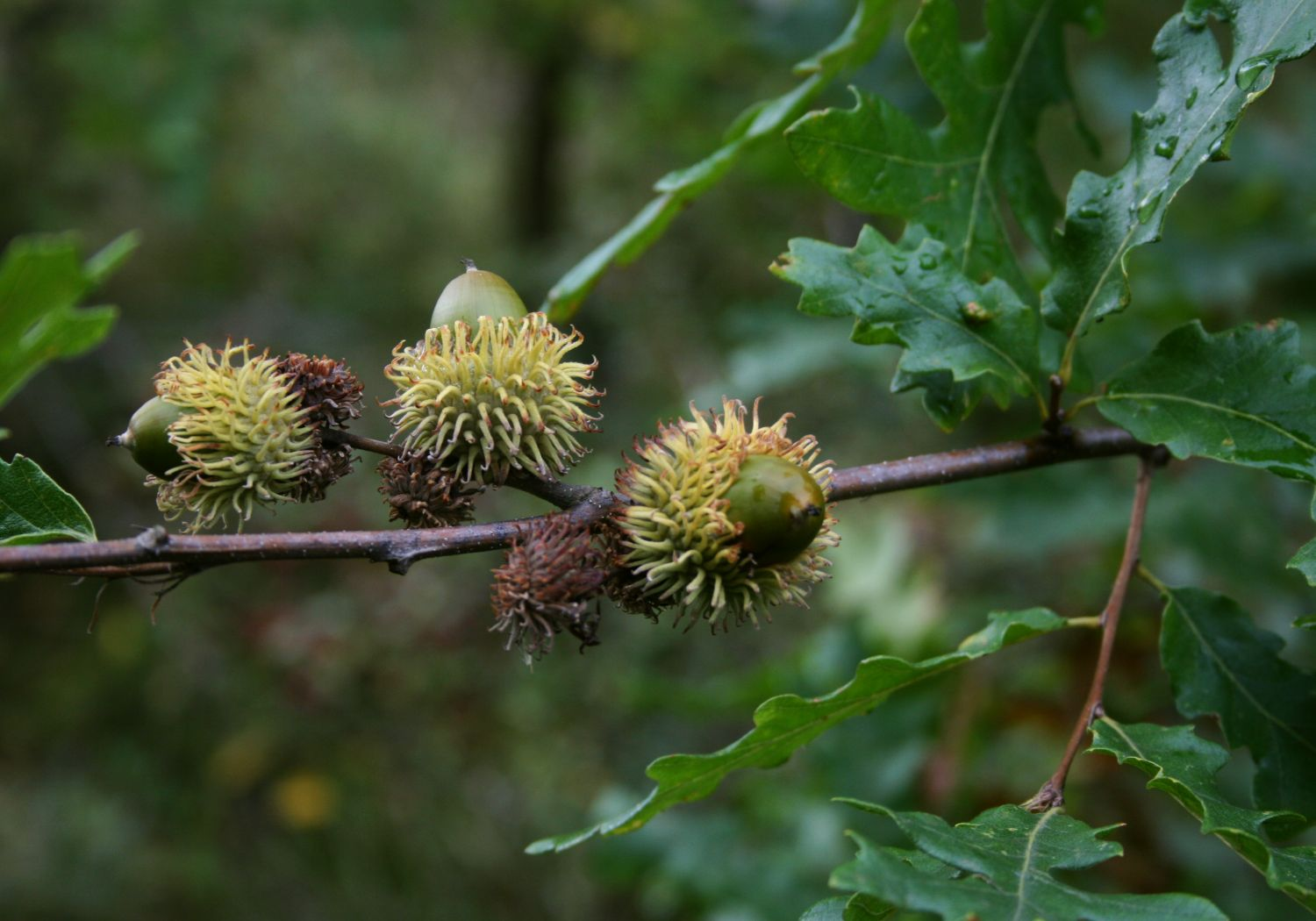
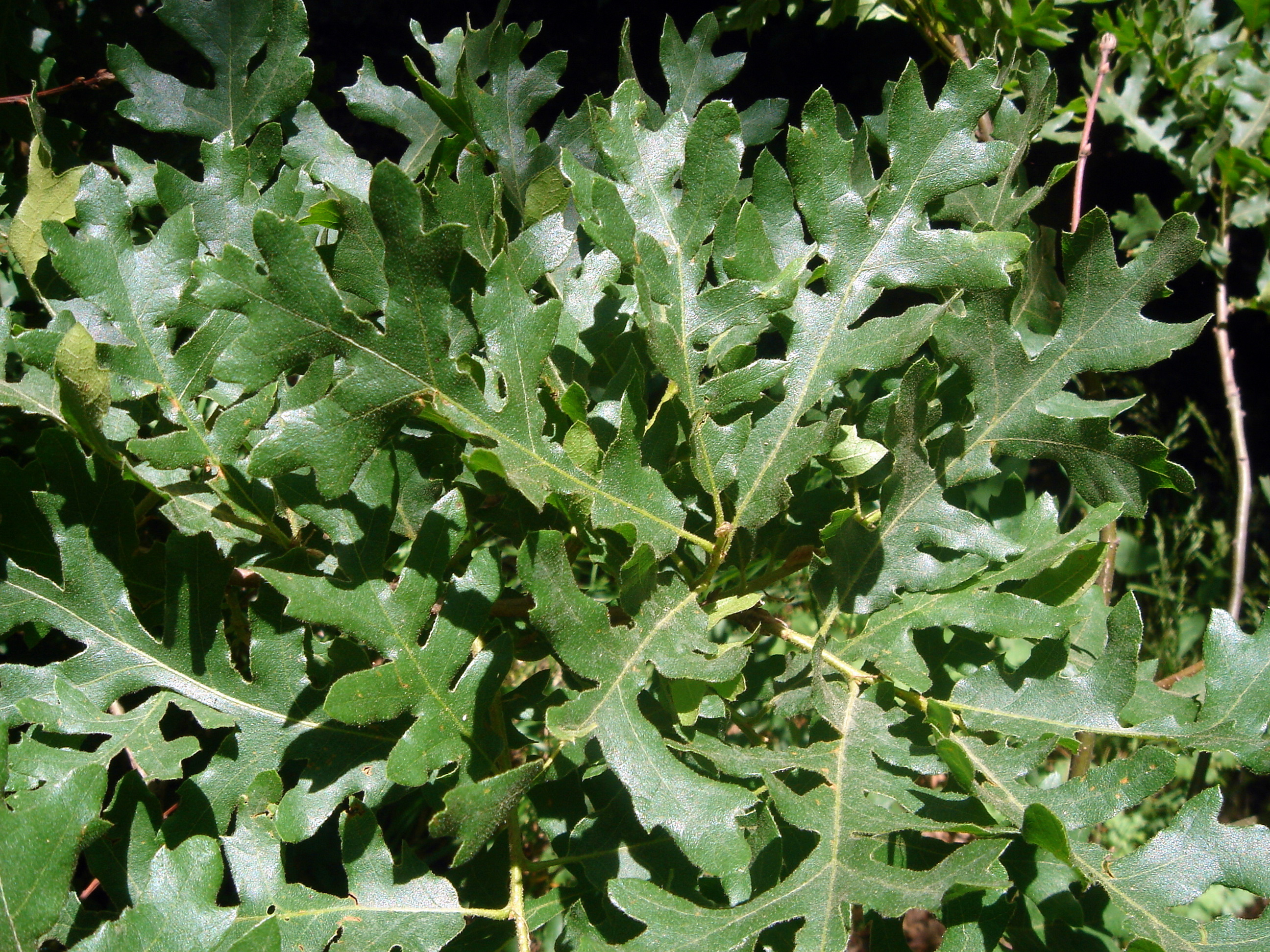
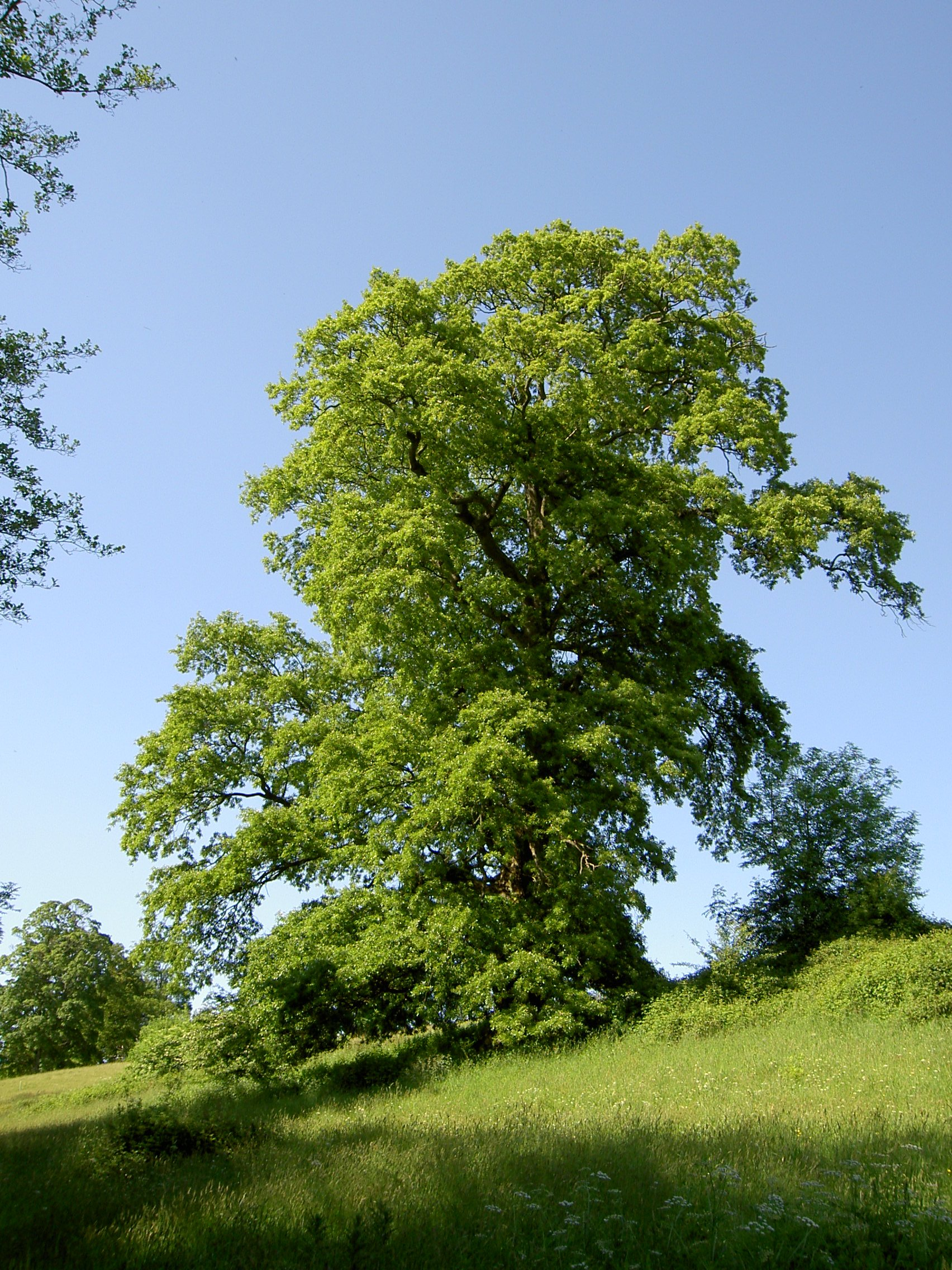
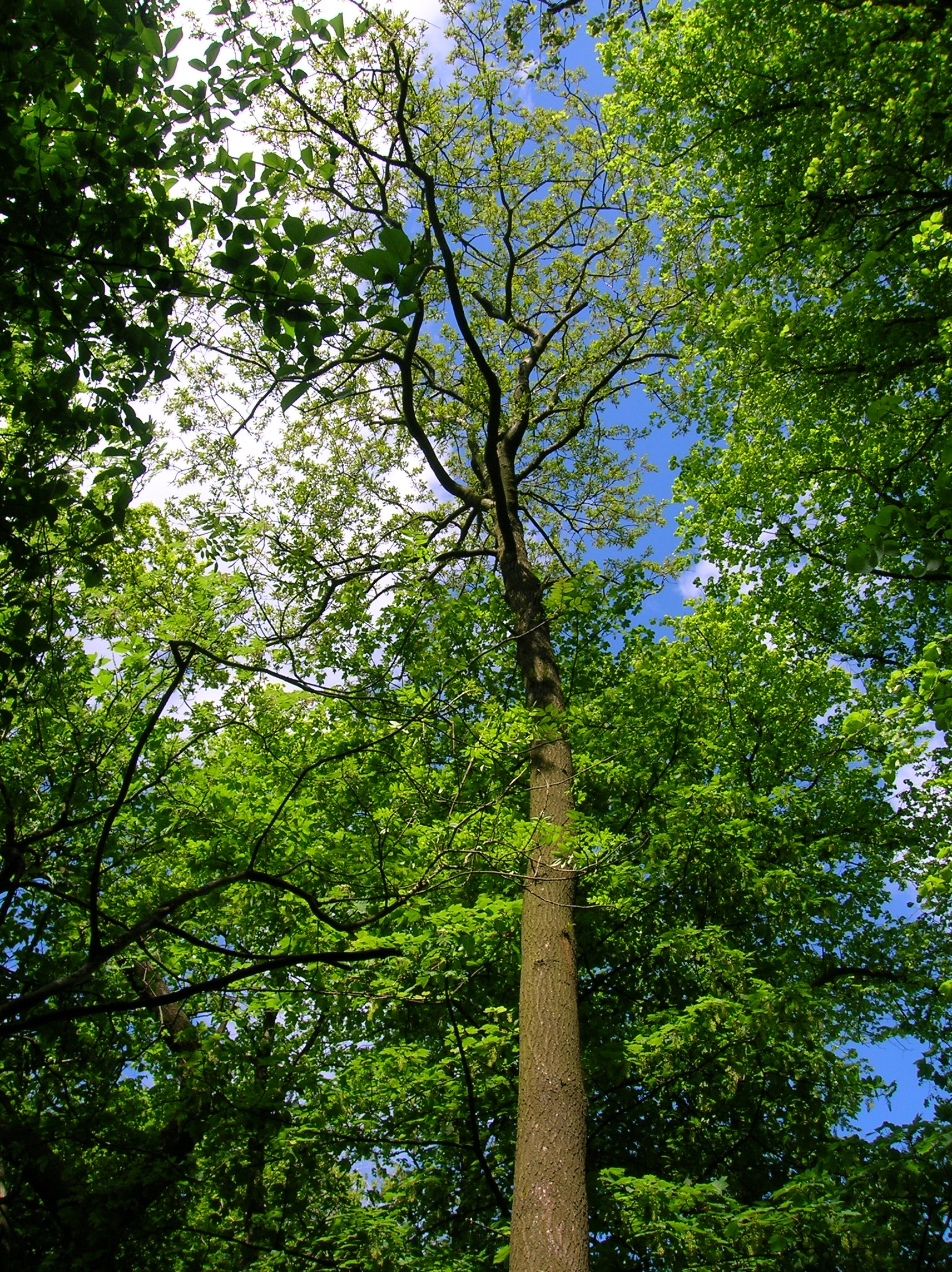
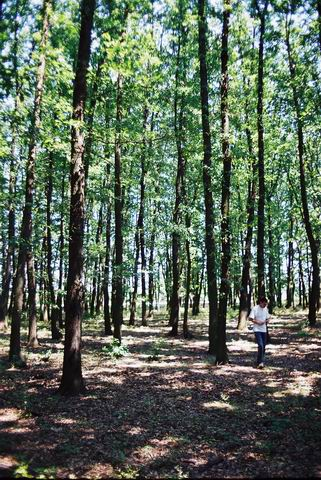
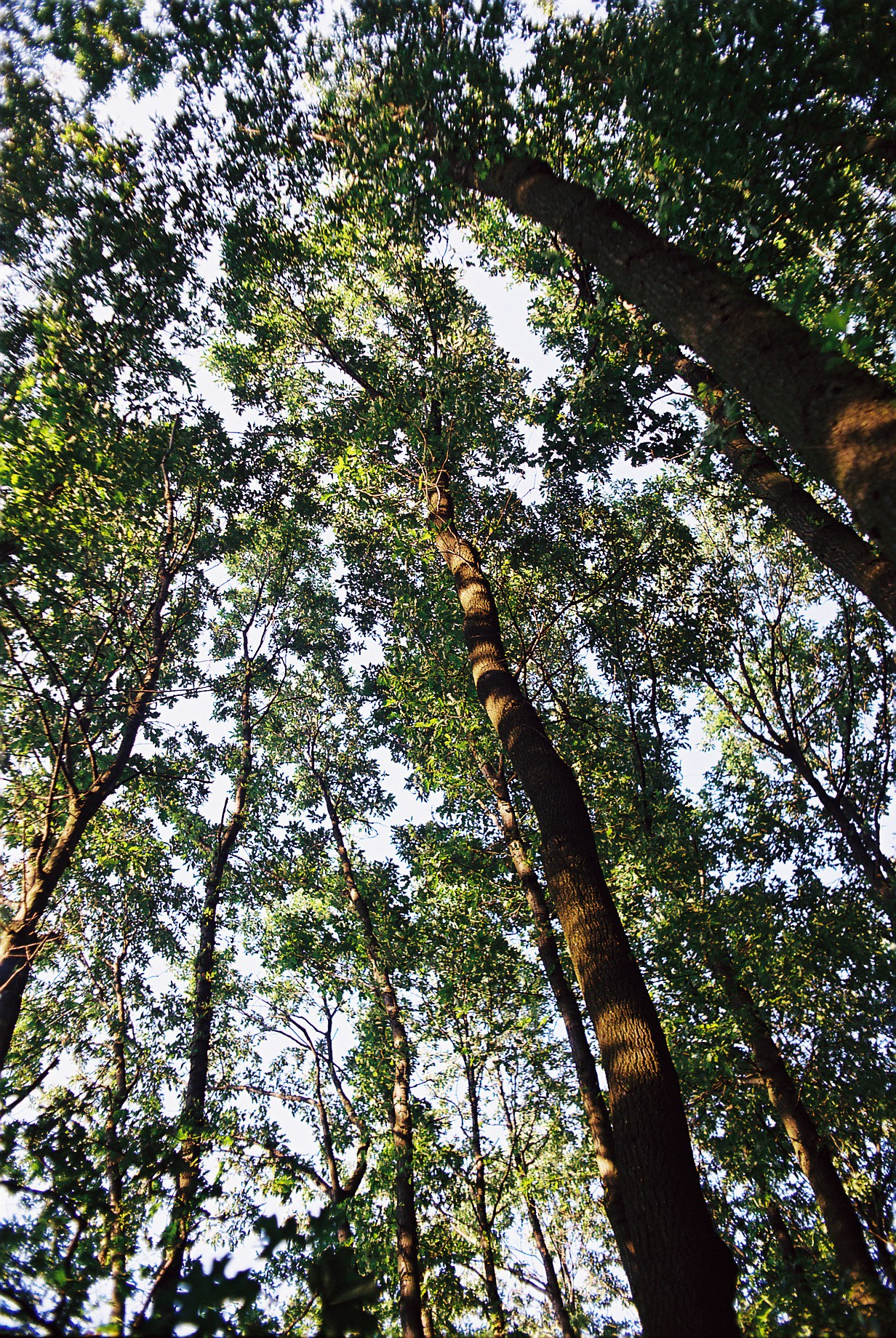